# Philonotis coreensis
Philonotis coreensis är en bladmossart som beskrevs av Jules Cardot 1909. Philonotis coreensis ingår i släktet källmossor, och familjen Bartramiaceae. Inga underarter finns listade i Catalogue of Life.